# Храна Вукович Косача
Храна Вукович Косача (на босненски: Hrana Vuković) е представител на династията Косача, син на основателя на династията Вук Косача и по-малък брат на Влатко Вукович Косача. За живота му почти нищо не е известно, но потомството, което оставя, допринася много за увеличаване престижа и властта на династията. Унгарският историк Людевит Талоси го нарича „велик княз на Босненското кралство“, а хърватският историк Марко Перойевич – „велик босненски войвода“.

Оставя синовете Сандал Косача, Вукац и Вук.